# Ruisscheure
Ruisscheure (Frans-Vlaams: Ruuscheure; Frans: Renescure) is een gemeente in de Franse Westhoek, in het Franse Noorderdepartement (Frans: département du Nord). De gemeente ligt in Frans-Vlaanderen in de streek het Houtland. Ruisscheure grenst aan de gemeenten Klaarmares, Bavinkhove, Stapel, Ebblingem, Linde, Blaringem, Wardrecques, Campagne-lès-Wardrecques en Arques. Op het grondgebied van de huidige gemeente liggen ook enige gehuchten zoals De Niepe (Frans: Le Nieppe) en Wintersberg (Frans: Mont d'Hiver). Ruisscheure telde op 1 januari 2022 2.130 inwoners. 

## Naam
De plaatsnaam heeft een Oudnederlandse herkomst met als oudste vermelding in 1096, als Reinguenescura. Het betreft een samenstelling afgeleid van het Germaanse Hringawinis skūrjōn, waarbij het eerste element een genitief is van de persoonsnaam Hringawini met de betekenis van ring voor hringa en vriend voor wini en dit in combinatie met -schuur (gebouw voor het opbergen van verschillende zaken)  . De betekenis van de plaatsnaam is dan: schuur van de ringvriend.

## Geografie
De oppervlakte van Lambersart bedroeg op 1 januari 2022 18,93 vierkante kilometer; de bevolkingsdichtheid was toen 112,5 inwoners per km².
Langs de zuidkant van Ruisscheure loopt de Nieuwegracht (Canal de Neufossé) die de Aa in Sint-Omaars verbindt met de Leie bij Aire-sur-la-Lys. Aan de noordkant van de gemeente ligt het Forêt de Rihault-Clairmarais en aan de zuidkant de Wintersberg. Ruisscheure heeft een station gelegen aan de spoorlijn tussen Rijsel en Calais.

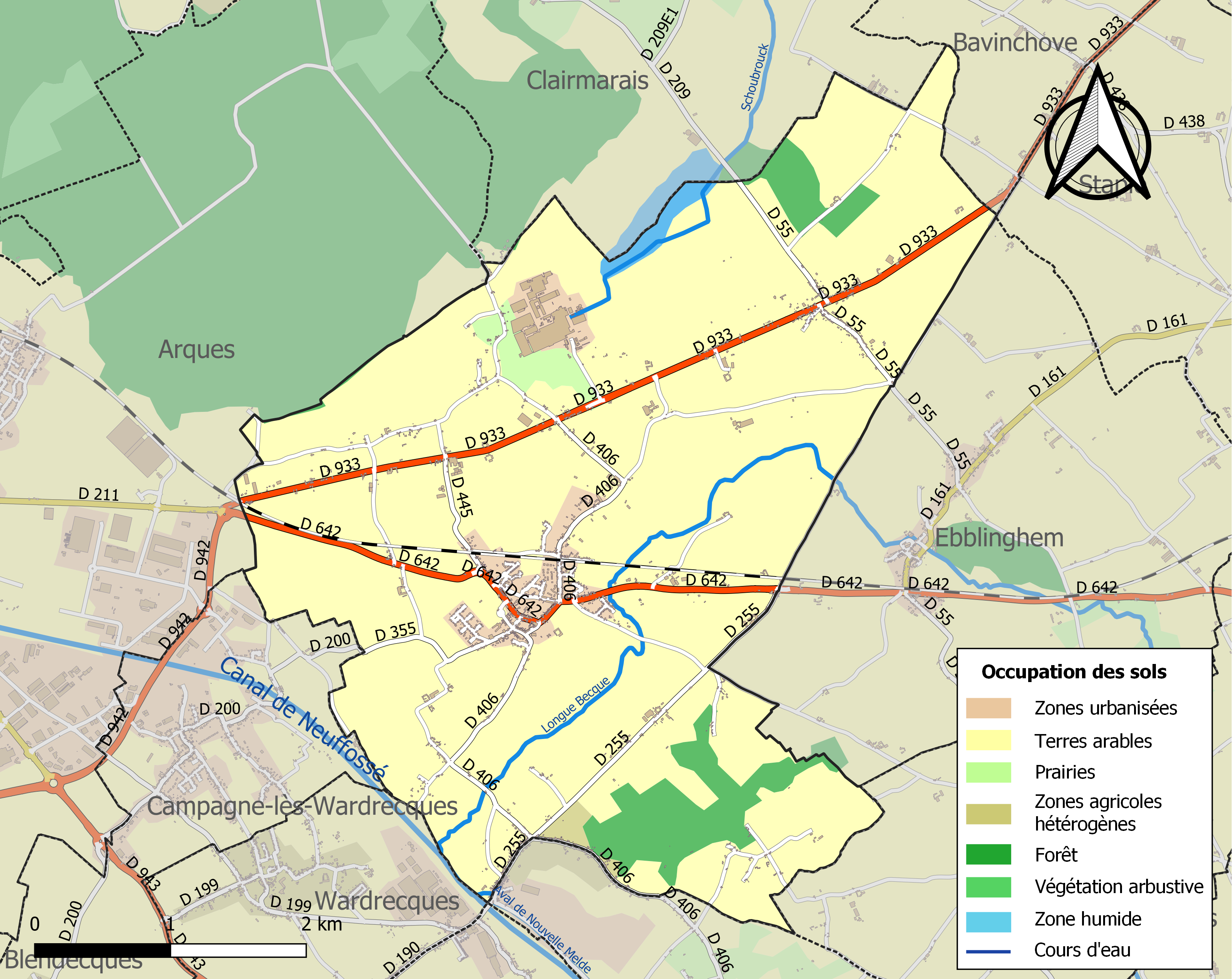
Kaart van de gemeente met de belangrijkste infrastructuur, bodemgebruik en omliggende gemeenten

## Bezienswaardigheden
- De Onze-Lieve-Vrouw-Hemelvaartkerk (Église de l'Assomption de Notre-Dame), uit de twaalfde en zeventiende eeuw
- Het Kasteel van Filips van Komen (Château de Philippe de Commynes), oorspronkelijk uit de twaalfde eeuw, maar sindsdien al diverse malen verbouwd en gerestaureerd. Het is nu het gemeentehuis van Ruisscheure
- Het Kasteel van Zuthove (Château de Zuthove), uit de vijftiende eeuw
- De Heilig Hartkerk (Église Sacré-Cœur), uit het einde van de negentiende eeuw in het gehucht De Niepe. Deze is nu gesloten.
- De voormalige Abdij van de Woestine, in het tot de gemeente Ruisscheure behorende gehucht La Crosse
- Lanceersite voor V1-raketten in het Bois des Huit-Rues uit de Tweede Wereldoorlog
- Op het Kerkhof van Ruisscheure liggen bijna 20 Britse gesneuvelden uit de Tweede Wereldoorlog

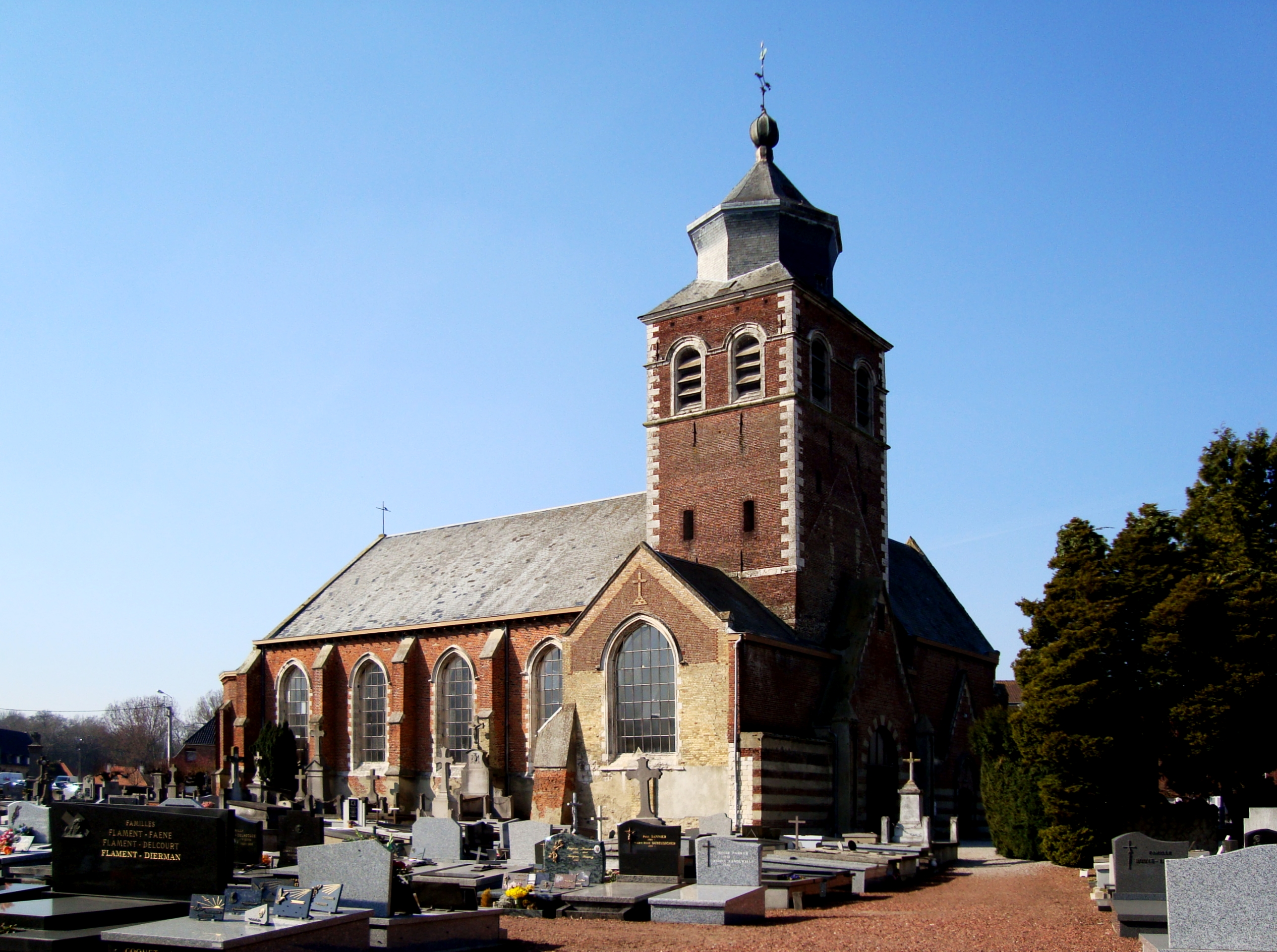
De Onze-Lieve-Vrouw-Hemelvaartkerk van Ruisscheure
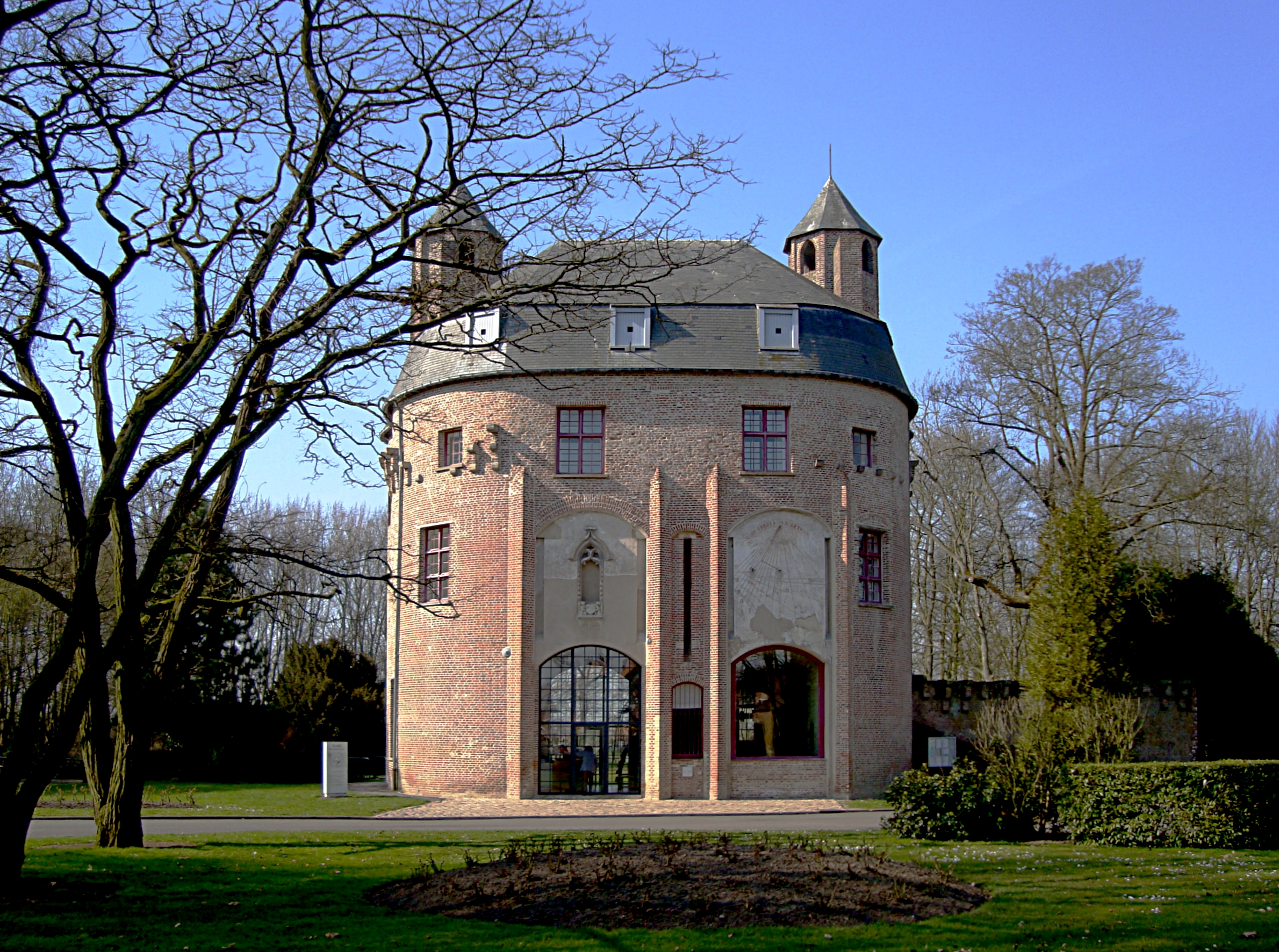
Het Kasteel van Filips van Komen, nu het gemeentehuis
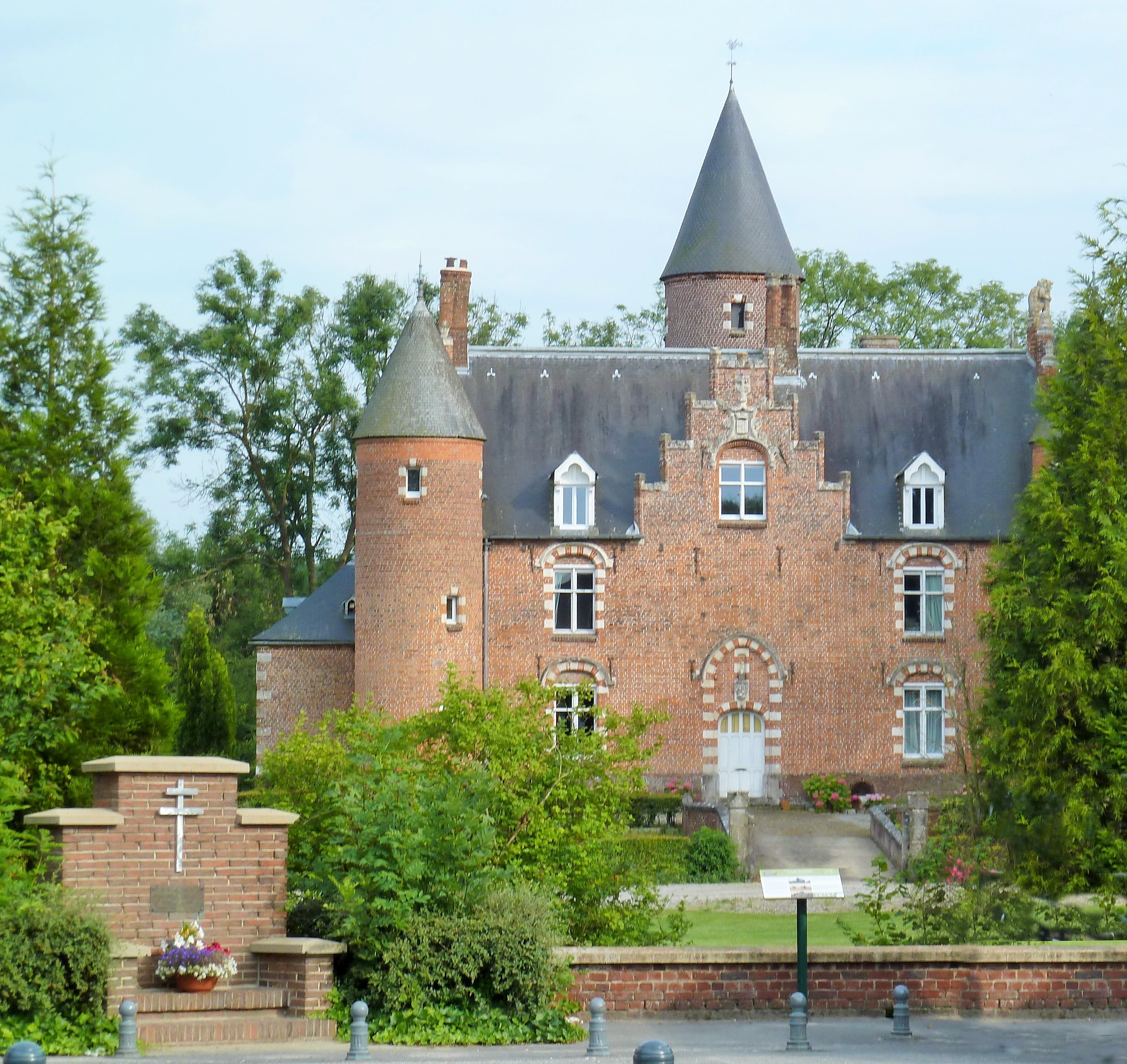
Kasteel van Zuthove

## Natuur en landschap
Ruisscheure ligt op de grens van het voormalige graafschappen Vlaanderen en Artesië. Het ligt in het Houtland op een hoogte van 17-74 meter. Het eigenlijke dorp ligt op 30 meter hoogte. In het westen ligt veel industrie, in het noordwesten vindt men het Forêt de Rihault-Clairmarais.

## Demografie
Onderstaande figuur toont het verloop van het inwonertal (bron: INSEE-tellingen).

## Economie
In Ruisscheure is een fabriek van Bonduelle gevestigd.

## Verkeer en vervoer
In de gemeente ligt spoorwegstation Renescure.

## Nabijgelegen kernen
Ebblingem, Linde, Arques, Campagne-lès-Wardrecques